# Eじゃん -Do You Feel Like I Feel?
「Eじゃん -Do You Feel Like I Feel?」（イーじゃん ドゥー・ユー・フィール・ライク・アイ・フィール?）は、2000年7月21日に発売された永井真人（現・♪鳥くん）のメジャーデビューシングル。

## 解説
フジテレビ系「HUNTER×HUNTER」エンディングテーマ。

## 収録曲
（全作詞・作曲：永井真人）
1. Eじゃん -Do You Feel Like I Feel?
編曲：永井真人
2. SEASON
編曲：永井真人・WILD&DELICATES
3. カムカムハッピー
編曲：永井真人
4. Eじゃん－Do You Feel Like I Feel? 〜Instrumental